# 學處
學處（羅馬化：śikṣāpada）是重要佛教術語，也譯作學足。 的意思是學習、訓練； 的意思是腳，腳步，一句話，位置，地方，理由，因素。學處就是學習規則、戒條。學處是佛教出家眾及在家眾應該學習的一切行事準則的總稱。在學處之中，最重要的戒條稱為波羅提木叉、護解脫戒。其他與生活起居，行動威儀有關，比較細的學處，被收錄在犍度與毗奈耶之中。

## 歷史
在佛陀證覺後的最初幾年，並沒有制戒。第一位犯重戒的，是善施迦蘭達子。此後陸續制定戒律。
戒律的制定必是有人投訴比丘或比丘尼犯了事或所做的事如同在家人或外道，向佛陀報告事件後，佛陀問清楚當事人是否有做過後，佛陀才制定戒條。這些戒條稱為
學處。學處sikhapada 是由兩詞組成sikha+pada，訓練、學習+ 處所，「在什麼地方學習」的意思。學處分為比丘的學處、比丘尼的學處、沙彌與沙彌尼的學處、居士的學處。各有各的重要部份，出家眾的學處最重要的部份，被收集為波羅提木叉或護解脫戒Pārājikaka。
學處的制定在於隨犯制戒及預設制戒二種。隨犯制戒是有人行為不當，其他人向佛陀投訴後，開羯磨研判案情與行為，佛陀親自問當事人是否有這行為，若有，佛陀制定一條學處，其公式句子是：誰若犯，犯某某戒。另一類是行為並未做，有居士或在家人設想事情不要發生，預先向佛陀提議設定戒條，如一些比丘尼的心懺悔戒，由維沙卡女居士向佛陀提議而制定。
在增支部第三集的學處戒中，說明當時的戒只有一百五十二條(diyaḍḍhasikkhāpadasataṃ)，而現時的上座部比丘戒有二二七條，相差七十五條。即表示在第四結集的蘭卡結集中，加多了七十五條學處戒在比丘僧團與比丘尼僧團中。
另外，當僧團成員行為有所偏差時，在半月的布薩誦戒時，上座長老會提醒僧團成員，什麼行為出現偏差，不應該這麼做或應這麼做，團員也會回想做過什麼不適當的行為，進行懺悔，稱為自咨。在經過僧團的同意（羯磨）後，僧團自己制定出應該遵守的學處。所以，除了釋迦牟尼最初制定的學處之外，隨著時代與地域的不同，又新增了七十五學處。學處集結成書後，就形成了犍度與毗奈耶(律藏)。

## 南傳佛教
在南傳佛教的學處分比丘僧團的學處、比丘尼僧團的學處、沙彌及沙彌尼的學處、居士學處。
比丘僧團的學處有制定學處的因緣、四驅擯戒(波羅夷)、十三僧殘、二不定、三十捨墮、九十二心懺悔，四應悔過、七處理法，共一百五十二條，是經藏時代所記錄的比丘僧團學處。至斯里蘭卡第四結集時，增加了七十五條學處而成現今的二二七條比丘戒。這些學處記載在《巴利律藏》
比丘尼僧團的學處有制定學處的因緣、八驅擯戒(波羅夷)、十七僧殘、三十捨墮、一六六心懺悔，八應悔過、七處理法，共二三六條，是經藏時代所記錄的比丘尼僧團學處。至斯里蘭卡第四結集時，增加了七十五條學處而成現今的三一一條比丘尼戒。
沙彌及沙彌尼的學處主要是十戒，記載在巴利語經藏的小部小誦的十戒中。
居士學處主要分五戒與八戒，記載在《巴利經藏》。
律藏大品有記載簡略誦護解脫戒的五種方式：
1 誦因緣後，若比丘已聽聞過，剩餘的可以不誦。
2 誦因緣、四驅擯戒，若比丘已聽聞過，剩餘的可以不誦。
3 誦因緣、四驅擯戒、十三僧殘，若比丘已聽聞過，剩餘的可以不誦。
4 誦因緣、四驅擯戒、十三僧殘、二不定，若比丘已聽聞過，剩餘的可以不誦。
5 詳誦。
《增支部·三集》（A.3.85. ）:
|  | 諸比丘！此百五十餘之學處於每半月為所誦，欲利益之善男子應學此。諸比丘！此等三學，此[百五十餘學處之]一切，即被攝於其中。云何為三耶？增上戒學、增上心學、增上慧學是，諸比丘！此等三學，此[百五十餘之]一切 ，即被攝於其中。 |

巴宙譯《彌蘭王問經》：
|  | 大王，佛子為離苦及貪求法，將守護其餘更多之一百五十學處，如何他們肯舍棄如來所制定的學處亦復如是！ |

Pesala 比丘英譯《彌蘭王問經》：
|  | Just so, O king, the sons of the Buddha, in their enthusiasm for the Dhamma might keep even more than one hundred and fifty regulations (Excluding the 75 minor training rules there are 152 precepts) but they would never give up any that had been laid down. |

## 北傳佛教
《雜阿含經·819經》：
|  | 尊者跋耆子詣佛所。稽首禮足。退住一面。白佛言。世尊。佛說過百五十戒。令族姓子隨次半月來說波羅提木叉修多羅。令諸族姓子隨欲而學。 |

《大毘婆沙論》：
|  | 謂有苾芻名佛栗氏子。如來在世於佛法出家。是時已制過百五十學處。於半月夜說別解脫戒經時。聞說自愛諸善男子樂學戒者應如是學。 |

《瑜伽師地論·攝事分》：
|  | 別解脫契經者。謂於是中依五犯聚及出五犯聚。說過一百五十學處為令自愛諸善男子精勤修學。 |